# 인디스
인디스는 《실마릴리온》에 등장인물이다. 그녀는 놀도르 대왕 핀웨의 두 번째 왕비다.
바냐르 대왕 잉궤의 친척이었던 그녀는 핀웨를 사랑하여 그가 미리엘과 결혼하고 자식 페아노르를 낳고 죽은 뒤에도 그에게 호감을 가지고 있었다.
당시 핀웨는 미리엘이 죽은 것에 공허함을 느꼈고 자식을 더 원하였으므로 상심했다. 이런 그를 위해 잉궤는 자신의 땅에 초대했고 거기서 인디스의 적극적인 사랑을 알아보고 재혼했다.
다만, 이런 재혼은 요정은 세상이 끝나는 순간까지 사랑하는 짝은 한 명만 두는 관습에 반하는 일이었고 발라들 사이에 논의가 이루어졌다.
결과적으로 재혼한 인디스는 그를 위해 많은 자식을 낳아주었으나, 모르고스가 놀도르에게 반목을 일으킬 때 그들 중 크게 반목한 이는 첫 부인 미리엘의 아들과 두 번째 부인 인디스의 아들이었다.
두 영생목이 파괴되는 순간에 핀웨도 살해당했으며, 부친의 죽음에 페아노르의 주도로 놀도르는 가운데땅으로 향했고 인디스의 아들들도 헬카락세를 통해 가운데땅 북부, 중남부에 정착했다.
핀웨가 모르고스에게 살해당한 후 인디스는 바냐르에게 돌아갔다.